# Sikorsky Aircraft
Sikorsky Aircraft, «Сико́рский» — американская самолёто- и вертолётостроительная компания, разрабатывающая и производящая летательные аппараты, основана учёным-авиаконструктором Игорем Ивановичем Сикорским.
В период с июля 1929 по ноябрь 2015 года принадлежала United Technologies Corporation. В ноябре 2015 года была продана Lockheed Martin.

## История

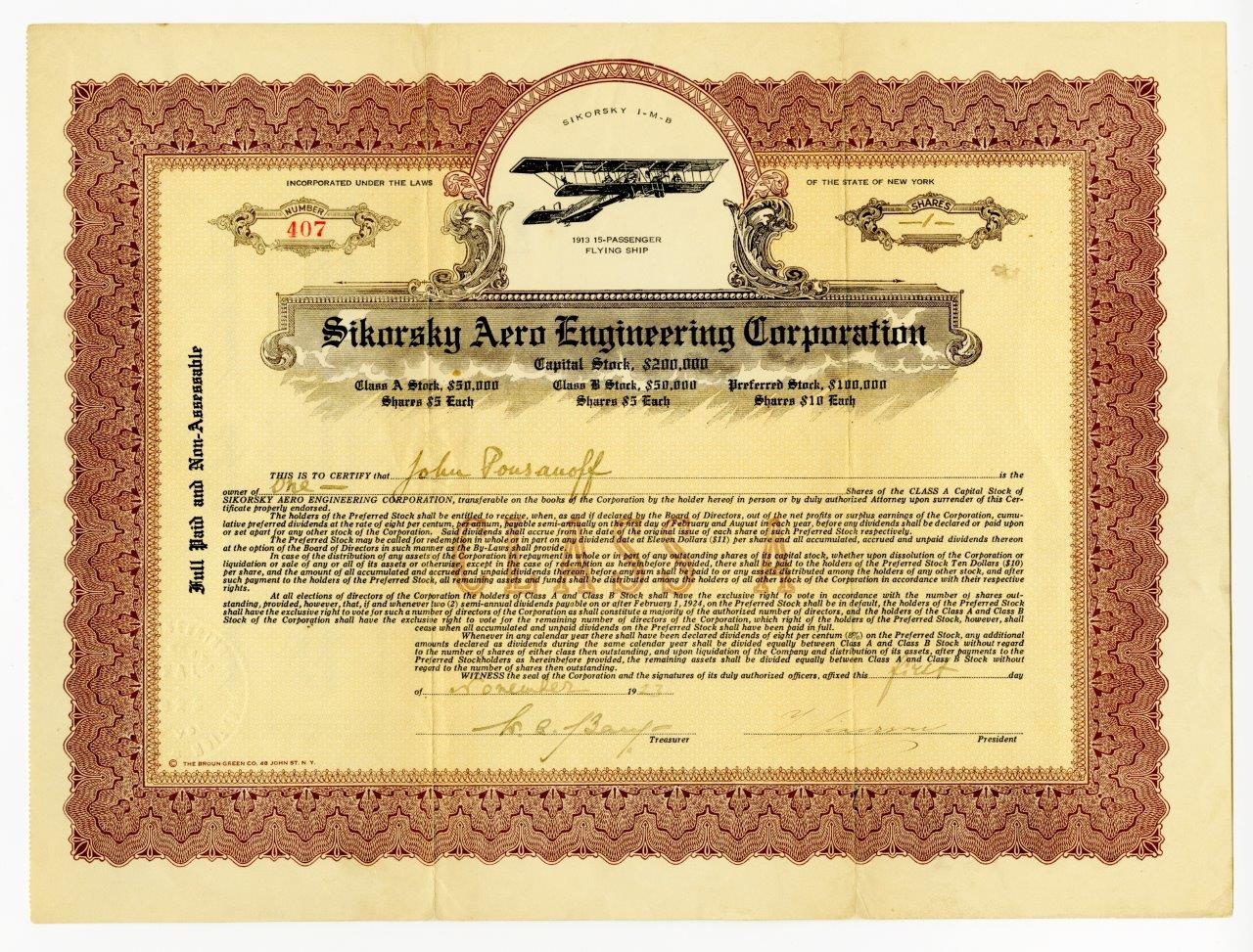
Акция именная класса А номиналом в 5 долл. США Акционерного общества Sikorsky Aero Engineering Corporation с основным капиталом в 200 тыс. долл. США. 1923 г.

Игорь Сикорский под впечатлением от работ Леонардо да Винчи и Жюля Верна с детства мечтал создать летательный аппарат с вертикальным взлётом. Первые две модели вертолёта были собраны им в 1909 и 1910 годах, но не смогли полететь, что привело Сикорского к выводу, что для создания вертолёта ещё нет технических средств. Он занялся изготовлением самолётов, пятая модель уже могла уверенно держаться в воздухе, а шестая была вполне конкурентоспособным самолётом; такие самолёты начали выпускаться серийно для русской армии в годы Первой мировой войны. В 1913 году Сикорским был построен первый в мире четырёхмоторный самолёт (до этого строились только с одним мотором). После революции Сикорский переехал в Париж, а в марте 1919 года — в Нью-Йорк.
Компания, которая называлась Sikorsky Aero Engineering Corporation, была создана 5 марта 1923 года в основном иммигрантами из России; были выпущены акции номиналом по 100 долларов, крупный взнос (5 тыс. долларов) сделал Сергей Рахманинов. Первая модель, S-29-A, была собрана в сентябре 1924 года. В 1925 году компания начала производство гидросамолётов в Рузвельте (штат Нью-Йорк), наиболее успешной моделью была S-38. В 1929 году компания переехала в Стратфорд (штат Коннектикут) и сменила название на Sikorsky Aviation Company. В июле того же года компания вошла в состав United Aircraft and Transport Corporation (в настоящее время United Technologies Corporation); в состав корпорации также вошла компания Vought Aircraft, с которой компания Сикорского имела общий завод в Коннектикуте.
В середине 1930-х годов популярность гидросамолётов начала быстро падать, и Сикорский решил вернуться к идее вертолёта; к этому времени в Европе уже было собрано несколько рабочих аппаратов с вертикальным взлётом. Первый вертолёт компании, названный VS-300, совершил первый полёт 14 сентября 1939 года. Его успех позволил получить контракт от Министерства обороны США на разработку новой модели XR-4 (Sikorsky R-4). На испытаниях в мае 1941 года эта модель смогла продержаться в воздухе полтора часа, установив рекорд для аппаратов с вертикальным взлётом, а также стала первым одновинтовым полностью управляемым вертолётом. За годы Второй мировой войны был собран 131 такой вертолёт, они широко применялись в спасательных миссиях. Улучшенная модель R-5 выпускалась по лицензии британской компанией Westland под названием Dragonfly.
Вопреки ожиданиям Сикорского, вертолёты не нашли широкого применения в гражданской авиации, основными покупателями были вооружённые силы США и других стран. Одной только модели S-58 с 1953 по 1996 год Министерству обороны США было продано 1444. В 1962 году началось производство крупного грузового вертолёта Sikorsky S-64 Skycrane («Летающий кран»), а также CH-53, самого большого на то время вертолёта.
Игорь Сикорский отошёл от непосредственного руководства компанией в 1957 году, а в 1972 году умер. В 1970-х годах был разработан Sikorsky S-67 Blackhawk, прототип ударного вертолёта; затем последовал крупный контракт на 294 вертолёта UH-60. К 1982 году годовая выручка Sikorsky Aircraft достигла 1 млрд долларов, в компании работало 12 тыс. человек, основная часть продаж приходилась на продукцию военного назначения. В середине 1980-х годов было создано совместное предприятие с Boeing по разработке лёгких вертолётов. Также с середины 1980-х годов компания начала расширять продажу вертолётов в другие страны, из 2,1 млрд долларов выручки в 1994 году треть пришлась на экспорт.
В 2004 году United Technologies купила компанию Schweizer Aircraft и сделала её дочерней компанией Sikorsky. Schweizer Aircraft была основана в 1939 году, производила небольшие вертолёты и сельскохозяйственные самолёты, базировалась в Нью-Йорке. В 2012 году её завод был закрыт, а сама компания ликвидирована. В 2018 году возобновила работу в Техасе как самостоятельная компания.
В 2007 году был куплен завод в польском городе Мелец PZL Mielec; в прошлом на этом заводе работало 20 тыс. человек, однако на момент покупки он собирал лишь по несколько самолётов PZL M28 в год. Планировалось на этом заводе наладить массовое производство вертолётов Black Hawk для международного рынка, но по состоянию на 2021 год он производил только элементы фюзеляжа для истребителей F-16.
В ноябре 2015 года United Technologies завершила сделку по продаже Sikorsky Aircraft другой американской авиастроительной корпорации Lockheed Martin; стоимость сделки составила 9 млрд долларов.

## Деятельность
Sikorsky Aircraft входит в состав подразделения Lockheed Martin «Вертолёты и разведка» (Rotary and Mission Systems), на которое приходится четверть выручки корпорации (в 2021 году 16,8 млрд из 67,0 млрд долларов).

## Продукция

### Самолёты
- S-29-A: двухдвигательный биплан, первый самолёт Игоря Сикорского, построенный в США (1924 год)
- S-30: двухдвигательный, не построен. (1925 год)
- S-31: однодвигательный биплан (1925 год)
- S-32 (самолёт): однодвигательный двухместный биплан (1926 год)
- S-33 «Мэссенджер»: однодвигательный биплан (1925 год)
- S-34: прототип двухдвигательной летающей лодки (1927 год)
- S-35: прототип трёхдвигательного биплана (1926 год)
- S-36 «Амфибион»: восьмиместная двухдвигательная летающая лодка (1927 год)
- S-37 «Гардиан»: восьмиместный двухдвигательный биплан (1927 год)
- S-38: восьмиместная двухдвигательная летающая лодка (разработана по заказу ВМС США, 1928—1933 годы)
- S-39: пятиместный однодвигательный вариант S-38 (1929—1932 годы)
- S-40 «Флайинг Форест»: четырёхдвигательная двадцати восьмиместная летающая лодка (1931 год)
- S-41: двухдвигательная летающая лодка (1931 год)
- S-42 (самолёт) «Клиппер»: четырёхдвигательная летающая лодка (1934—1935 годы)
- S-43 «Бэби Клипер»: двухдвигательная десантная летающая лодка (1935—1937 годы); вариант для Армии США — OA-1, вариант для ВМС США — JRS-1
- S-44: четырёхдвигательная летающая лодка (1937 год)
- S-45: шестидвигательная летающая лодка (разработана по заказу ПанАм, никогда не строилась)

### Вертолёты
- Vought-Sikorsky 300 (1939)
- Sikorsky S-47 / Sikorsky R-4: первый серийный вертолёт в мире (1940)
- Sikorsky S-48 /Sikorsky H-5: модернизация R-4, улучшенная грузоподъёмность, повышенная надёжность, скорость и предельная высота (1943)
- Sikorsky S-49 / Sikorsky R-6
- Sikorsky S-51 / Sikorsky H-5: первый коммерчески-доступный вертолёт (в мире, 1946 год)
- Sikorsky S-52: первый вертолёт с цельнометаллическими лопастями (1947 год)
- Sikorsky S-53 / Sikorsky XHJS[англ.] (1947)
- Sikorsky S-55 / Sikorsky H-19: вертолёт обслуживания (1949 год)
- Sikorsky S-56 / Sikorsky H-37 Mojave: двухдвигательный вертолёт (1953 год)
- Sikorsky S-58 / Sikorsky H-34: модернизация S-55 (1954 год)
- Sikorsky S-59 / Sikorsky XH-39[англ.] (1953 год)
- Sikorsky S-60[англ.]: прототип «летающего крана» (1959 год), разбился в 1961 году
- Sikorsky S-61 Sea King / Sikorsky SH-3 Sea King: транспортный вертолёт (1959)

- Sikorsky CH-124 Sea King
- Sikorsky S-61R, добавлена задняя грузовая рампа; варианты — CH-3, HH-3 («Весёлый зелёный гигант»), и HH-3F «Пеликан» (1963)

- Sikorsky S-62 / Sikorsky HH-52 Seaguard: вертолёт-амфибия (1958 год)
- Sikorsky S-64 Skycrane[англ.]: реинкарнация идеи «летающего крана» (1962 год)

- Sikorsky CH-54 Tarhe (1962)

- Sikorsky S-65 / Sikorsky CH-53 Sea Stallion: летающий кран (1964 год)

- Sikorsky CH-53E Super Stallion (1974 год)
- Sikorsky CH-53K Super Stallion
- Sikorsky MH-53

- Sikorsky S-67 Blackhawk[англ.]: прототип ударного вертолёта «Блэк Хоук» (1970 год)
- Sikorsky S-69: прототип вертолёта соосной схемы, раздвоенным хвостовым оперением (1973 год)
- Sikorsky S-70 (1974):

- Sikorsky HH-60 Jayhawk
- Sikorsky HH-60 Pave Hawk
- Sikorsky SH-60 Seahawk
- Sikorsky UH-60 Black Hawk

- Sikorsky S-72: экспериментальный по заказу НАСА (1975 год)
- Sikorsky S-75[англ.] (1984)
- Sikorsky S-76 Spirit: 14-местный коммерческий вертолёт (1977 год)
- Sikorsky S-80: экспортная версия Sikorsky CH-53E Super Stallion
- Sikorsky S-92 и военный вариант Sikorsky CH-148 Cyclone (1995 год)
- Sikorsky S-300 (1964)

- Sikorsky Firefly

- Sikorsky S-333 (1992)
- RAH-66 Comanche (проект заморожен в 2003)
- Sikorsky S-434[англ.] (2008)
- Sikorsky X2: Прототип вертолёта соосной схемы с толкающим винтом (на базе S-69)
- Sikorsky S-97 — прототип разведывательного вертолёта (2014).

### БПЛА
- Sikorsky Cypher, Cypher, БПЛА 1992 года
- Sikorsky Cypher II, Cypher II Dragon Warrior, обновлённая версия 2001 года

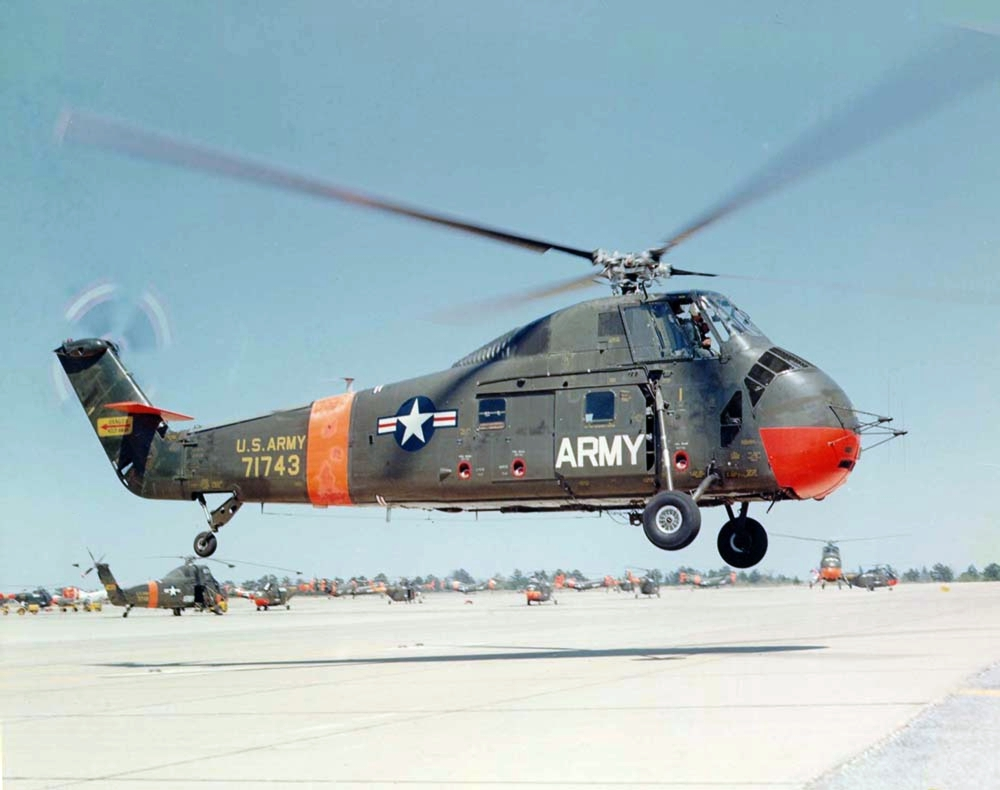
H-34
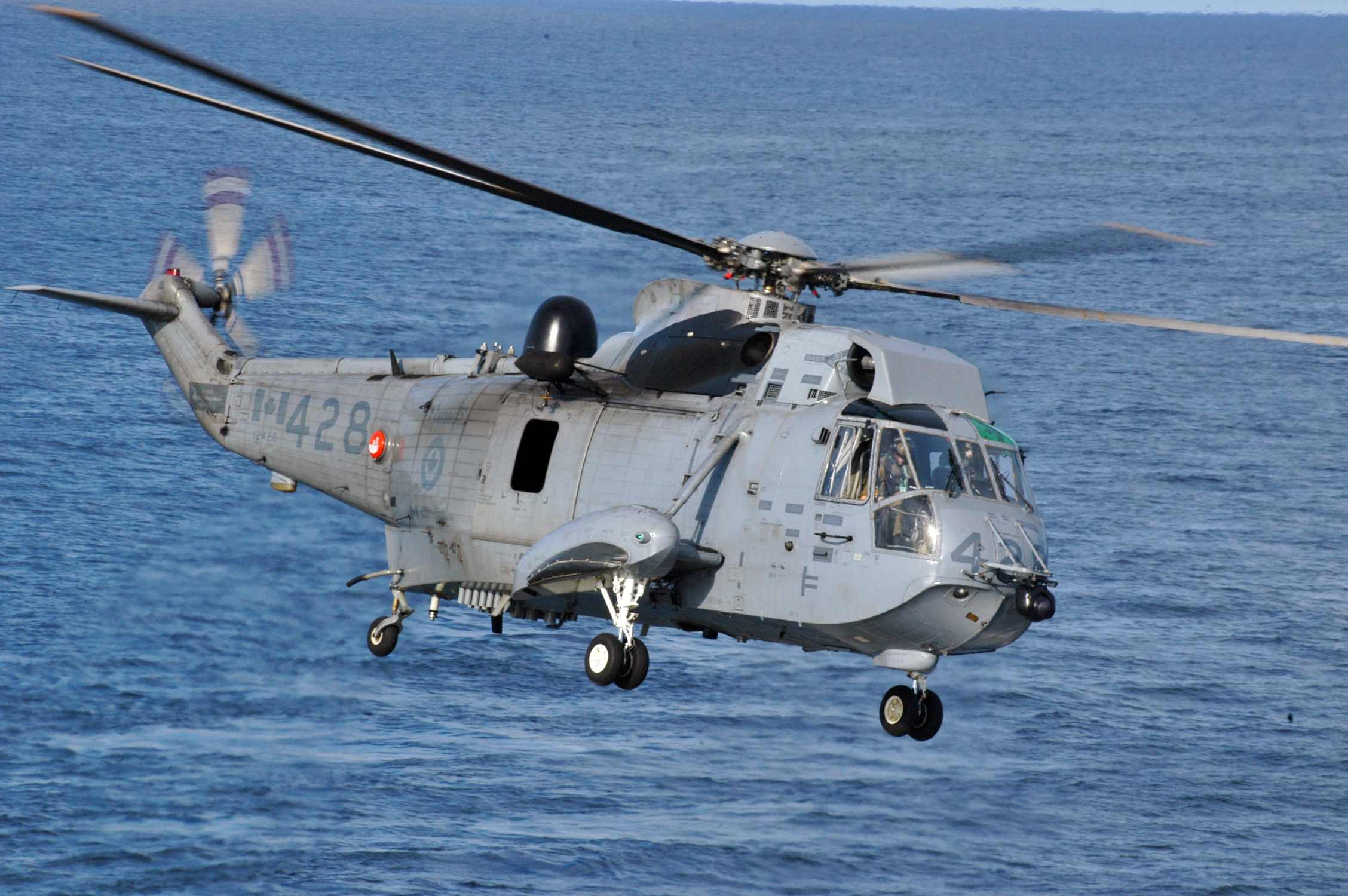
CH-124 Sea King
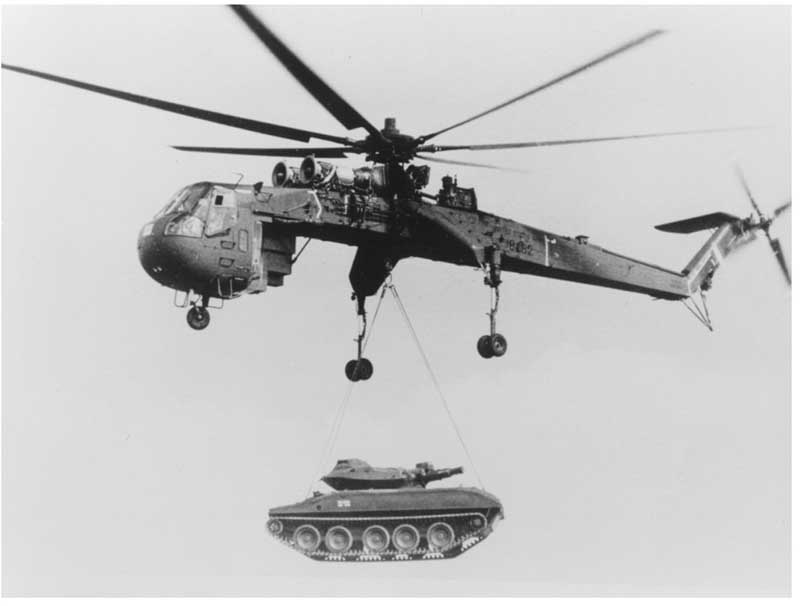
CH-54 Tarhe
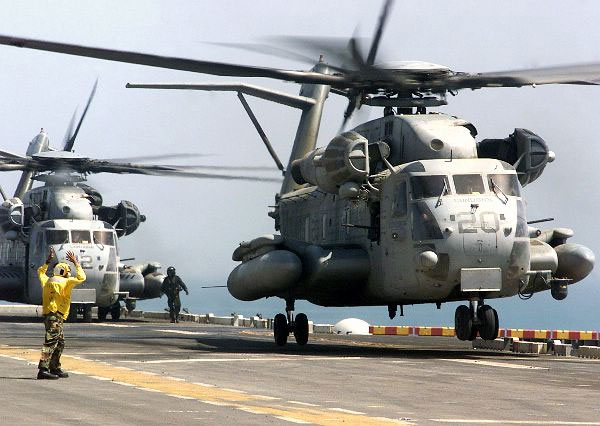
CH-53E Super Stallion
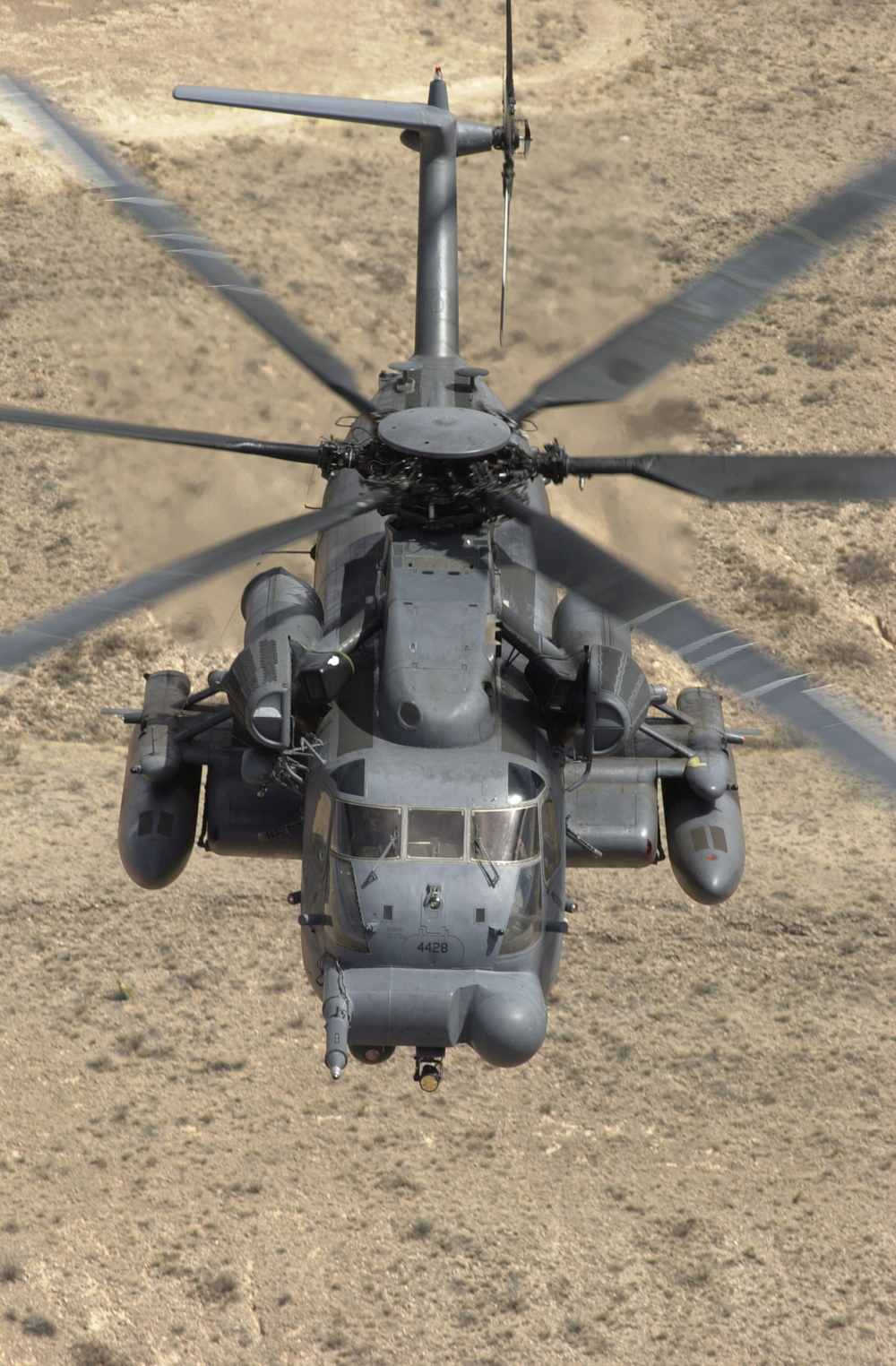
MH-53
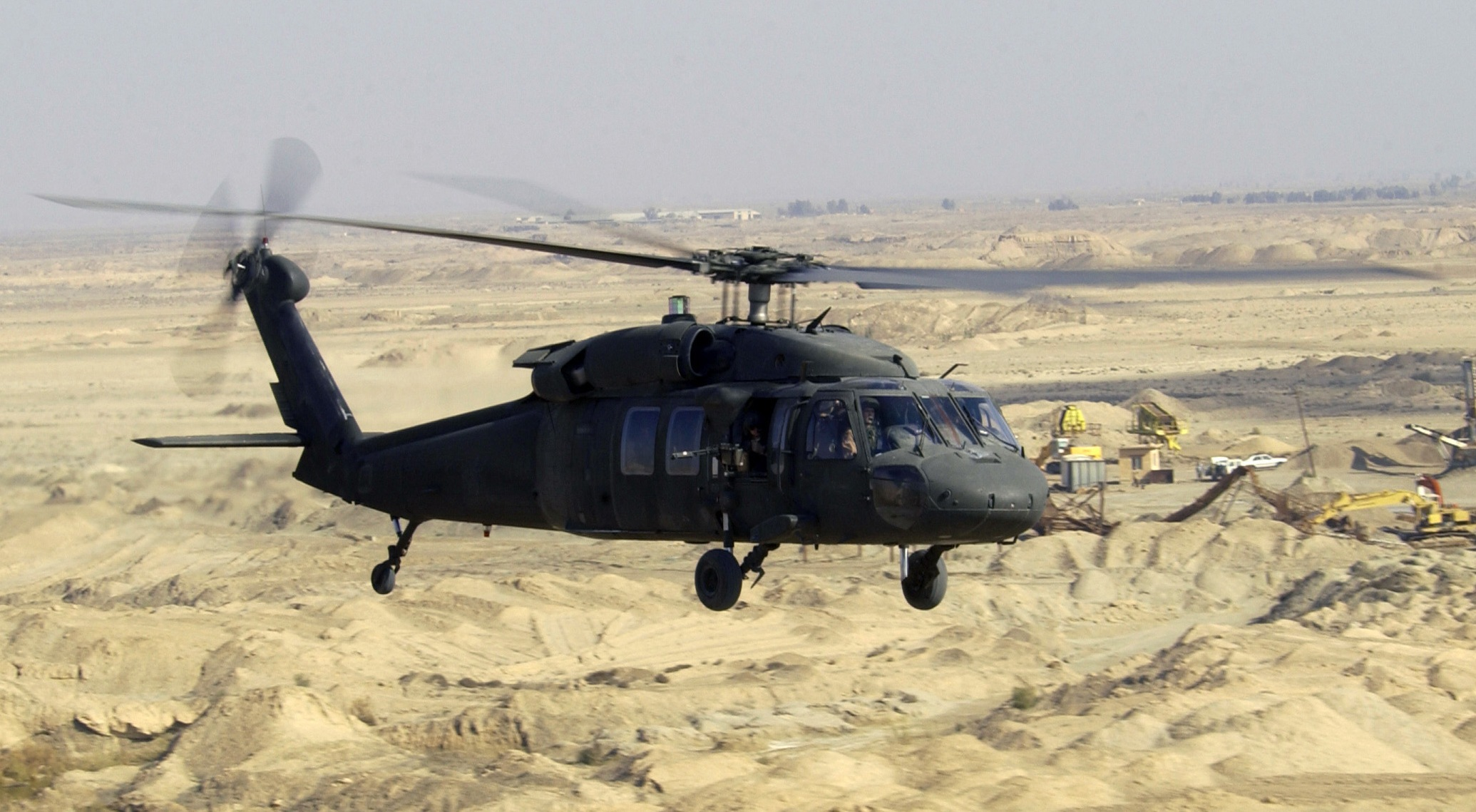
UH-60 Black Hawk